# Racing FC Union Luxemburgo (femenino)
La sección femenina del Racing FC Union Luxemburgo es un club de fútbol femenino de la ciudad de Luxemburgo y juega en la Dames Ligue 1, máxima categoría del fútbol femenino en el país.
La Dames Ligue 1 2019-20 se abandonó debido a la pandemia de COVID-19 en Luxemburgo. Racing FC Union Luxemburgo era el mejor equipo de la liga en el momento del abandono, motivo por el cual fue seleccionado para jugar en la Liga de Campeones Femenina de la UEFA 2020-21 por la Federación Luxemburguesa de Fútbol, pero el club no fue coronado como campeón de la temporada.

## Torneos internacionales
Liga de Campeones Femenina de la UEFA
| Año     | Ronda                   | J | G | E | P | GF | GC |
| ------- | ----------------------- | - | - | - | - | -- | -- |
| 2020-21 | Ronda 1 - Clasificación | 1 | 0 | 0 | 1 | 1  | 6  |
| 2022-23 | Ronda 1 - Clasificación | 2 | 1 | 0 | 1 | 3  | 5  |
| Total   |                         | 3 | 1 | 0 | 2 | 4  | 11 |

## Palmarés
| Competición nacional     | Títulos | Subcampeonatos |
| ------------------------ | ------- | -------------- |
| Dames Ligue 1 (0/1)      |         | 2018/19        |
| Copa de Luxemburgo (1/1) | 2018/19 | 2014/15        |